# Violettschuppiger Pfifferling
Der Violettschuppige oder Amethyst-Pfifferling (Cantharellus amethysteus, Syn. Cantharellus cibarius var. amethysteus) ist eine Pilzart aus der Familie der Stoppelpilzverwandten (Hydnaceae), deren Fruchtkörper dem Echten Pfifferling (Cantharellus cibarius) sehr ähneln. Charakteristisch sind die violetten Schüppchen auf der Hutoberseite und entsprechende Farbtöne am Hutrand.

## Merkmale

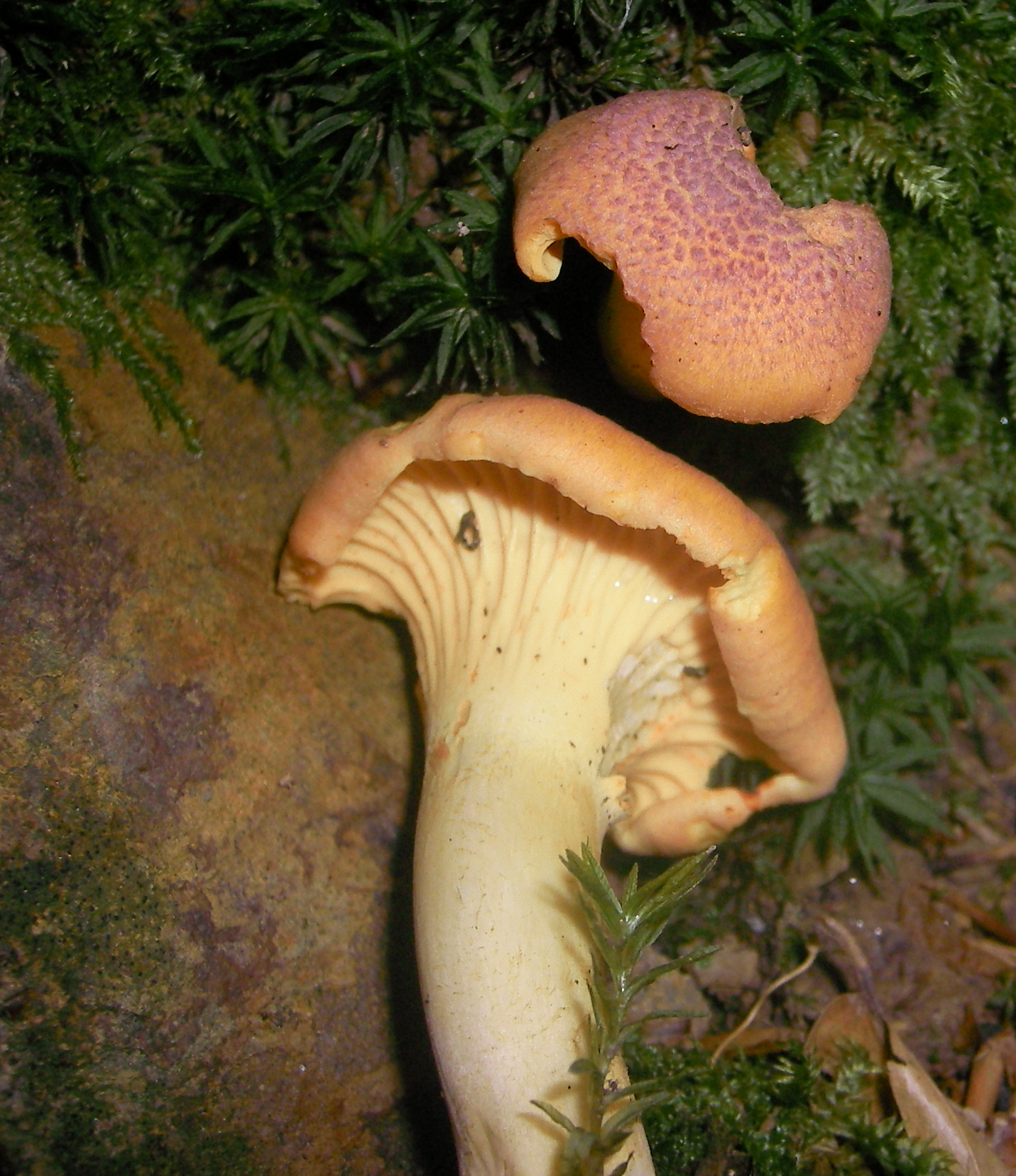
Junge Fruchtkörper des Violettschuppigen Pfifferlings mit den arttypischen violetten Schüppchen auf dem Hut

### Makroskopische Merkmale
Der Hut hat einen Durchmesser von 3–9(–15) Zentimetern, anfangs eine halbkugelige bis gewölbte Form, später einen umgestülpt trichterförmigen Habitus. Die Hutoberseite ist mit dunkleren violetten Schüppchen besetzt, sonst dotter- bis goldgelb mit violetten Farbnuancen am Hutrand. Der Hutrand ist unregelmäßig wellig und oft auch später noch eingebogen. Die Hutunterseite ist mit vergleichsweise niedrigen und mehr oder weniger breiten, oft gegabelten und querverbundenen Leisten bedeckt, die weit am Stiel herablaufen und dort allmählich auslaufen. Das Sporenpulver ist blass gelb. Der vollfleischige und hutfarbene Stiel ist kurz, 3–6(–8) Zentimeter lang, meist 1–2 Zentimeter dick, oft gebogen, nach unten verjüngt und geht nach oben in den Hut über. Das Fleisch ist knackig fest, im Stiel zäh und faserig, weißlich bis blassgelb gefärbt und färbt sich bei Berührungen oder Verletzung oft roströtlich, besonders am Stiel. Es schmeckt mild bis pfeffrig und riecht fein fruchtartig nach Aprikosen.

### Mikroskopische Merkmale
Die Sporen messen 8–10 × 4,5–6 Mikrometer und sind elliptisch geformt. Sie zeigen mit Iodreagenzien keine Farbreaktion (inamyloid).

## Artabgrenzung
Verwechslungen sind vor allem mit dem Echten Pfifferling (Cantharellus cibarius) möglich, insbesondere wenn die violetten Schüppchen nur spärlich vorhanden oder nur blass gefärbt sind. Der Echte Pfifferling hat keine violetten Aspekte in der Hutfarbe und unveränderliches Fleisch ohne rostrote Flecken.
Auch der Falsche Pfifferling (Hygrophoropsis aurantiaca) und der in Deutschland sehr seltene Ölbaumpilz (Omphalotus olearius) sind potenzielle Doppelgänger, haben aber Fruchtkörper ohne Leisten, sondern mit lamelligem Hymenophor auf der Hutunterseite.

## Ökologie und Phänologie
Beim Violettschuppigen Pfifferling handelt es sich um eine kalkfliehende Art bodensaurer Buchen-, Tannen- und Fichtenwälder. Er wächst auf frischen, ausgeprägt basen- und nährstoffarmen Roh-, Ranker-, Sand- und Lehmböden über Silikatgestein und Sandstein. Im Vergleich zum Echten Pfifferling ist der Pilz stärker an flachgründige Stellen, wie beispielsweise vegetationsarme Waldwege und Böschungen, gebunden. Vertikal ist der Leistling von der kollinen bis hochmontanen Höhenstufe verbreitet, hat jedoch einen deutlichen montanen Schwerpunkt.
Der Violettschuppige Pfifferling fruktifiziert von Juli bis August, vereinzelte Funde können auch schon im Juni beziehungsweise noch im September gemacht werden.

## Verbreitung
Der Violettschuppige Pfifferling ist eine europäische Art und kommt in Frankreich, Süddeutschland und anderen Alpenländern vor.